# Vague de froid de février 1986 en France
La vague de froid de février 1986 en France est une vague de froid intense qui a touché une large partie de la France du 5 au 28 février.
Le 7 février, une tempête touche la Bretagne et la Vendée.
Du 9 au 11 février, les températures sont comprises entre -10 et -15°.
Du 13 au 24 février, il neige tous les jours sur plusieurs régions comme la Bretagne, le Centre, les Pays de la Loire, la Bourgogne et dans la région Rhône-Alpes.